# Casa Escasany
La Casa Escasany es un edificio de oficinas que se encuentra en la esquina sudoeste del cruce de las calles Rivadavia y Perú/Florida en Buenos Aires. Fue construido para alojar a una importante joyería y relojería con ese nombre, posteriormente fue utilizado por Entel, la empresa estatal de telefonía, y actualmente sus oficinas son alquiladas a diversos particulares. En la planta baja funciona un Burger King.
Fue proyectado por el estudio de los arquitectos Martín S. Noel y Manuel Escasany y la obra fue realizada por la Empresa Constructora F.H. Schmidt S.A. La fachada del edificio es muy particular, y se distingue por su elevado reloj y por una inscripción en la ochava con la fecha de apertura de la Casa Escasany, el 20 de julio de 1892. Escasany fue la casa de joyería más importante del país, y llegó a tener 1.500 empleados y sucursales en todas las provincias. Originalmente existían varios relojes con la hora de distintas metrópolis y capitales, y en la década de 1940 se instaló un sistema de altavoces que reproducía la melodía Westminster.
Los Escasany resolvieron cerrar la Casa Escasany en 1978 frente a la baja de rentabilidad que generaba la competencia del contrabando, lo que significó un menor ingreso, pero una gran renta por las propiedades que se dividieron entre los primos y hermanos Escasany. Miguel Escasany fue el único que siguió con el negocio, abrió su propia joyería en la calle Florida.
El edificio fue alquilado y lo ocupó Entel, hasta su privatización en 1990.

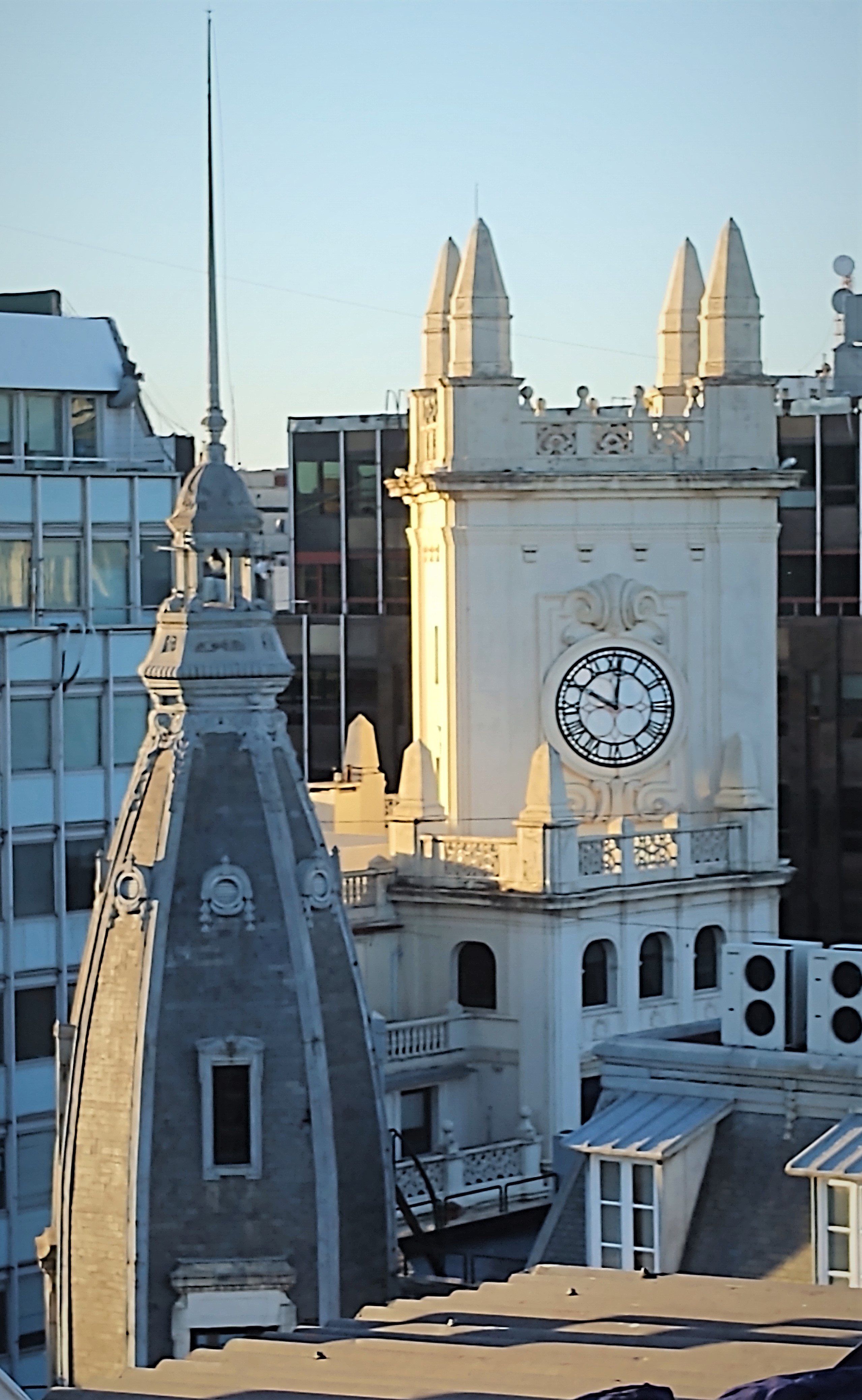
Vista desde la Avenida de Mayo de la parte superior.

- Datos: Q5754194
- Multimedia: Casa Escasany / Q5754194